# Моррис, Хэмптон
Хэмптон Миллер Моррис (англ. Hampton Miller Morris; род. 17 февраля 2004, Нашвилл) — американский тяжелоатлет, выступающий в весовой категории до 61 кг. Бронзовый призёр летних Олимпийских игр 2024 года. Трёхкратный чемпион Панамерики.

## Карьера
В 2021 году одержал победу на юношеском чемпионате мира в категории до 61 кг. В ноябре 2021 года стал чемпионом Панамерики с результатом 268 кг по сумме двух упражнений.
В мае 2022 года стал чемпионом мира среди юношей в категории до 61 кг с результатом 276 кг. В июле этого же года на панамериканском чемпионате в Боготе второй раз подряд стал победителем.
Дебютировал на чемпионате мира 2022 года, который состоялся в Боготе. В весовой категории до 61 кг стал пятнадцатым. Его результат по сумме двух упражнений составил 275 кг.
В 2023 году на чемпионате Панамерики в Аргентине в категории до 61 кг занял итоговое первое место с результатом 281 кг, став трёхкратным чемпионом континента.
В Саудовской Аравии, где состоялся Чемпионат мира по тяжёлой атлетике 2023 года, американский спортсмен в категории до 61 кг завоевал малую золотую медаль чемпионата мира в толчке с результатом 168 кг. Примечательно, что в рывке он не смог в трех подходах взять вес на штанге в 123 кг.
На летних Олимпийских играх в Париже в 2024 году, в категории до 61 кг, Хэмптон завоевал бронзовую медаль с результатом по сумме двух упражнений — 298 кг, что на 12 кг меньше, чем у олимпийского чемпиона Ли Фабиня.

## Спортивные результаты
| Год  | Соревнование     | Место проведения | Весовая категория | Рывок  | Толчок | Сумма двоеборья | Место |
| 2022 | Чемпионат мира   | Богота           | до 61 кг          | 118 кг | 157 кг | 275 кг          | 15    |
| 2023 | Чемпионат мира   | Эр-Рияд          | до 61 кг          | - кг   | 168 кг | - кг            | -     |
| 2024 | Олимпийские игры | Париж            | до 61 кг          | 126 кг | 172 кг | 298 кг          | 3     |